# Hồ Thị Vân
Hồ Thị Vân (sinh ngày 12 tháng 2 năm 1983) là một nữ chính trị gia người Việt Nam, dân tộc Kor. Bà hiện là Ủy viên Ủy ban Trung ương Mặt trận Tổ quốc Việt Nam, Ủy viên Hội đồng Dân tộc của Quốc hội, đại biểu Quốc hội Việt Nam khóa XIV nhiệm kì 2016-2021, thuộc đoàn đại biểu Quốc hội tỉnh Quảng Ngãi. Bà đã trúng cử đại biểu Quốc hội năm 2016 ở đơn vị bầu cử số 1, tỉnh Quảng Ngãi gồm có các huyện: Bình Sơn, Sơn Tịnh, Trà Bồng, Tây Trà, Sơn Tây và Sơn Hà cùng với ông Nguyễn Hòa Bình.

## Xuất thân
Hồ Thị Vân quê quán ở xã Trà Lãnh, huyện Tây Trà, tỉnh Quảng Ngãi.
Bà hiện cư trú ở Đội 5, thôn Gò Rô, xã Trà Phong, huyện Tây Trà, tỉnh Quảng Ngãi.

## Giáo dục
- Giáo dục phổ thông: 12/12
- Đại học Sư phạm chuyên ngành Ngữ văn
- Cao cấp lí luận chính trị

## Sự nghiệp
Bà gia nhập Đảng Cộng sản Việt Nam vào ngày 13/9/2011.
Khi ứng cử đại biểu Quốc hội Việt Nam khóa XIV vào tháng 5 năm 2016 bà đang là ủy viên Thường vụ Huyện ủy,
Trưởng ban Tổ chức Huyện ủy Tây Trà, tỉnh Quảng Ngãi, Ủy viên Ủy ban Trung ương Mặt trận Tổ quốc Việt Nam, làm việc ở Ban Tổ chức Huyện ủy Tây Trà, tỉnh Quảng Ngãi, có bằng cao cấp lí luận chính trị.
Bà đã trúng cử đại biểu Quốc hội năm 2016 ở đơn vị bầu cử số 1, tỉnh Quảng Ngãi gồm có các huyện: Bình Sơn, Sơn Tịnh, Trà Bồng, Tây Trà, Sơn Tây và Sơn Hà, được 168.380 phiếu, đạt tỷ lệ 53,65% số phiếu hợp lệ cùng với ông Nguyễn Hòa Bình.
Bà hiện là Ủy viên Ban Thường vụ Huyện ủy, Trưởng ban Tổ chức Huyện ủy Tây Trà, tỉnh Quảng Ngãi, Ủy viên Ủy ban Trung ương Mặt trận Tổ quốc Việt Nam, Ủy viên Hội đồng Dân tộc của Quốc hội.
Bà đang làm việc ở Ban Tổ chức Huyện ủy Tây Trà, tỉnh Quảng Ngãi.